# 日本曆
日本曆是指日本歷史上所有使用過的曆法，包括傳統的和曆以及明治維新後的格里曆。

## 現代情況
當前使用的日本曆和格里曆的唯一不同是紀年法，日本仍然使用年號紀年法，自明治維新後（1868年為明治元年），天皇在位期間使用單一年號（如大正、昭和等），每位新天皇即位更改年号。例如1989年是明仁天皇的“平成元年”。目前由于國際交往的增多，在商業和外交上也使用公元紀年，但錢幣印刷、公文來往仍然使用天皇年号。

### 日本公眾假期
| 假日名稱     | 日期            | 備考 |
| ------------ | --------------- | ---- |
| 元日         | 1月1日          |      |
| 成人之日     | 1月第2個星期一  |      |
| 建國紀念之日 | 2月11日         |      |
| 天皇誕生日   | 2月23日         |      |
| 春分之日     | 春分日          |      |
| 昭和之日     | 4月29日         |      |
| 憲法紀念日   | 5月3日          |      |
| 綠之日       | 5月4日          |      |
| 兒童之日     | 5月5日          |      |
| 海之日       | 7月第3個星期一  |      |
| 山之日       | 8月11日         |      |
| 敬老之日     | 9月第3個星期一  |      |
| 秋分之日     | 秋分日          |      |
| 體育之日     | 10月第2個星期一 |      |
| 文化之日     | 11月3日         |      |
| 勤勞感謝之日 | 11月23日        |      |

註：休日如為星期日，則在星期一補假一天。

## 傳統節日

### 节句
一些由中國傳入、定於雙疊日的傳統節日在日語中叫做“节句”，但现在日本把日子改到格里历的相應日期，其公曆日期不再跟隨陰陽歷浮動。
- 元旦 - 日語。农历1月1日→公曆1月1日。
- 人日 - 日語/（七草节）。农历1月7日→公曆1月7日。
- 上巳 - 日語//。农历3月3日→公曆3月3日。
- 端午 - 日語（端午节）。农历5月5日→公曆5月5日。
- 七夕 - 日語。农历7月7日→公曆7月7日。
- 重陽 - 日語/（菊花节）。农历9月9日→公曆9月9日。

### 杂节
按照二十四节气所定的日本本土节日叫做“杂节”，由於二十四节气本就是按照地球公轉所定的，因此仍舊按照傳統算法依照節氣定日期。
- 節分 - 立春前日。2月3日左右。
- 彼岸 - 包括春分、秋分的1个星期。
- 社日 - 春分、秋分最近的戊日。
- 八十八夜 - 从立春88天。5月2日左右。
- 入梅 - 太阳通过黄经80度的日子。6月11日左右。
- 半夏生 - 太阳通过黄经100度的日子。7月2日左右。
- 土用 - 一般只指夏土用。
  - 春土用 : 从黄经27度到立夏(黄经45度)
  - 夏土用 : 从黄经117度到立秋(黄经135度)
  - 秋土用 : 从黄经207度到立冬(黄经225度)
  - 冬土用 : 从黄经297度到立春(黄经315度)
- 二百十日 - 从立春210天。9月1日左右。
- 二百二十日 - 从立春220天。9月11日左右。

### 其他節日
有些節日在各地有不同的慶祝日期：
- 春之大晦日 - 5月31日。
- 盂蘭盆（お盆） - 8月15日/7月15日/农历7月15号。
- 七五三 - 11月15日。
- 除夕（大晦日） - 12月31日/按農曆計算。

另外仍然有節日按照農曆來慶祝：
- 八月十五夜 - 即日本中秋節。定於農曆八月十五，是明治維新改用格里曆之後日本少數仍然依照農曆日期的節日之一。